# 정동제일교회
정동제일교회(貞洞第一敎會)는 대한민국에 최초로 세워진 감리교 교회 중 하나로 덕수궁 옆인 서울특별시 중구 정동길 46 (정동)에 있다. 정식명칭은 "기독교대한감리회 정동제일교회"이거나 "정동제일감리교회"이다. 흔히 정동제일교회, 정동감리교회로 지칭되며, 정동교회라고도 부른다.

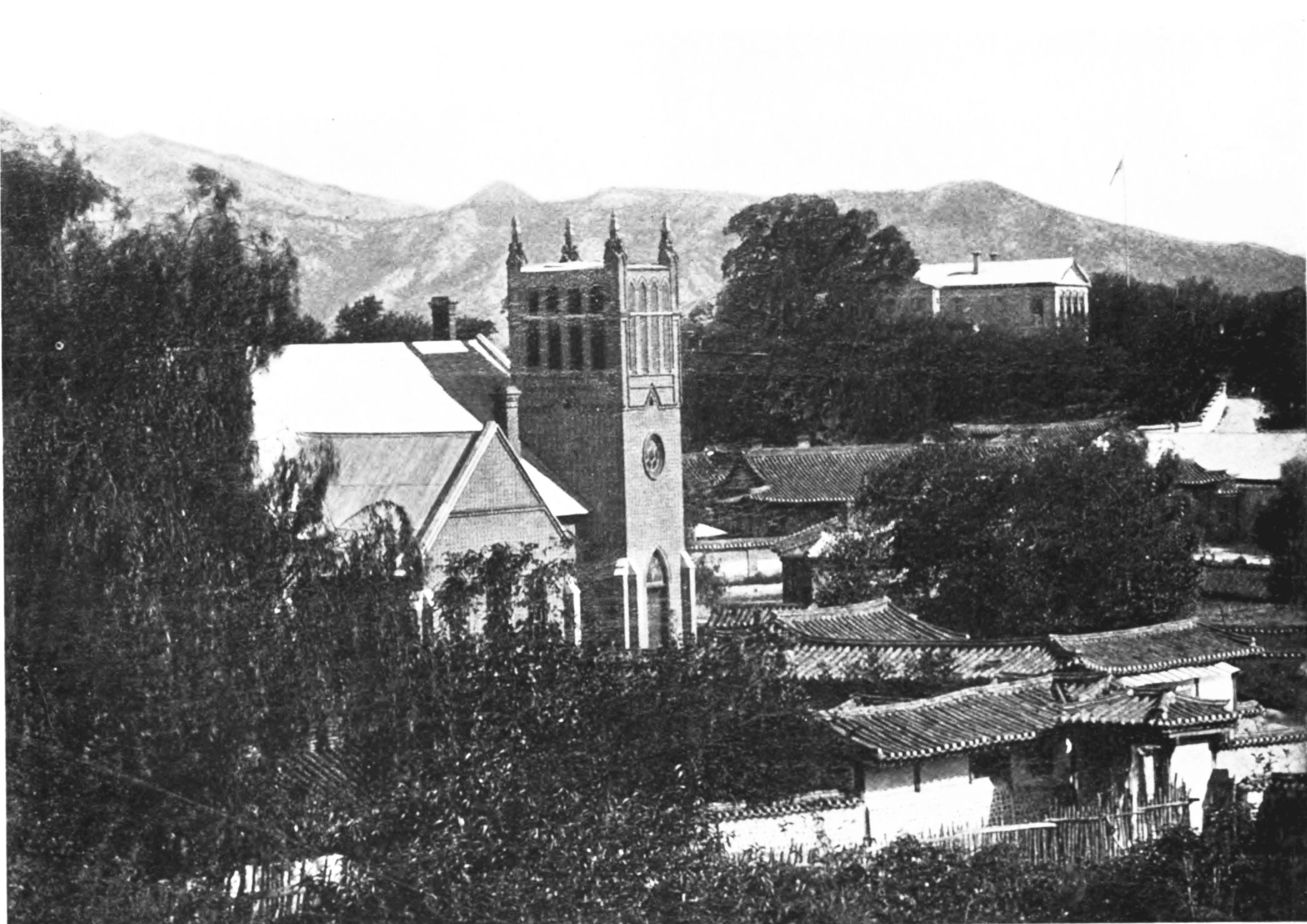
1900년경 정동제일감리교회.

## 역사

### 설립

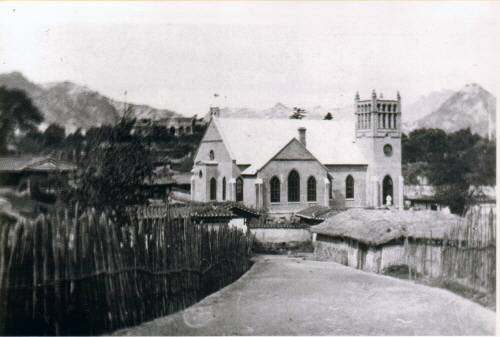
감리교 선교사 아펜젤러가 세운 정동교회 초기 모습.

정동제일교회는 조선 말기인 1885년에 설립된 한국 최초의 감리교 교회중에 하나이다. 미국인 개신교 선교사 헨리 아펜젤러가 1885년 10월 11일에 정동에 있는 자신의 사택에서 한국인 감리교 신자들과 함께 예배를 한 것을 정동제일교회의 시초로 삼고 있다. 감리교단의 대표격으로 여러 분야에서 "한국 최초" 기록을 보유하면서 한국 사회에 많은 영향을 끼쳐왔다.

### 문화적 가치
정동제일교회의 벧엘예배당은 1897년에 건축되어 한국 최초의 서양식 개신교 교회로 불리며 대한민국의 사적 제256호로 지정되어 있다. 한국 최초의 파이프 오르간도 1918년에 이 교회에 봉헌되었으며, 정동성가대는 한국의 개신교 음악 문화를 선도했다. 1887년에 설립된 정동부인병원은 한국 최초의 어린이와 부녀자 전용 병원이다. 정동에는 초기 개신교 학교인 배재학당과 이화학당이 설립되어 개화기 신교육의 발상지가 되기도 했다.
1918년 한국 최초로 파이프 오르간이 설치되었으며, 개화기에 많은 음악가를 배출하였다.

### 건축
1894년에는 교인수가 200명을 넘어섰기 때문에 500명을 수용할 수 있는 현대식 예배당을 건축하기로 하고 1895년 9월에 착공하여 1897년 12월 26일에 봉헌식을 가졌다. 이 건물이 현재까지 유일하게 남아 있는 19세기 교회건물이다.
이 때, 조선과 대한제국의 유명한 건축기사 심의석(沈宜錫)이 정동제일교회(貞洞第一敎會)의 건축에 참여하였다. 정동교회는 1895년에 착공, 1898년 10월에 준공되었는데, 이 교회의 3층 벽돌조 종탑(鐘塔) 건조는 건축기술사적으로 독립문의 석조구조물과 함께 중요한 의미를 가지는 것이다.

### 역사적 공헌
정동교회의 초대 담임목사는 아펜젤러선교사가 맡았고, 1902년에 제4대 담임목사로 최병헌 목사가 부임하면서 한국인이 담임을 맡게 되었다. 제5대 현순, 제6대 손정도, 제7대 이필주 담임목사는 대한민국 국가보훈처의 독립유공자 서훈을 받은 독립운동가들이다. 1919년에는 담임목사 이필주와 전도사 박동완이 민족대표 33인으로 참여하면서 3·1 운동에 적극적으로 동참했다. 3·1 운동에 참가했다가 체포되어 옥사한 이화학당 학생 유관순 열사도 정동교회 신자였다.
한국의 개화운동을 이끌었던 윤치호는 정동교회의 장로로 시무하였다. 그는 105인 사건 후 친일성향을 보였으며, 경성 YMCA의 총무와 회장을 역임하였다.
대한민국 초대대통령 이승만은 1956년 정동교회의 명예장로 추대했다. 서재필이 정동교회청년회를 중심으로 협성회를 조직하여 독립협회의 전위대를 만들 때 노병선, 신흥우 등과 함께 주도하였다

## 참고자료
- “교회 역사”. 정동제일교회. 2008년 5월 21일에 원본 문서에서 보존된 문서. 2008년 5월 4일에 확인함.
- “한국 최초의 감리교회는 어디인가요. 지역별로 소개해주세요.”. 기독교타임즈. 2007년 1월 17일. 2008년 5월 4일에 확인함.

## 같이 보기
- 새문안교회
- 소래교회
- 내리교회